# Busang Kebinatshipi
Busang Collen Kebinatshipi (født 13. februar 2004) er en atlet fra Botswana. 
Han repræsenterede Botswana under Sommer-OL 2024 i Paris på stafetholdet på 4 x 400 meter, som vandt sølv.